# Sauer (rivière)
Pour les articles homonymes, voir Sauer.
Ne doit pas être confondu avec Sûre (rivière).
Appelée Saarbach en Allemagne, dans son cours supérieur, puis la Sauer en France, cette rivière franco-allemande longue de 70 kilomètres est un affluent en rive gauche du Rhin.

## Géographie
Elle prend sa source dans le Palatinat, près de la frontière franco-allemande, au sud-est d'Eppenbrunn, à l'ouest de Ludwigswinkel, entre l'Erlenkopf (473 mètres) à l'ouest et le Mummelsköpfe (412 mètres) à l'est. Après avoir traversé les agglomérations allemandes de Fischbach bei Dahn et de Schönau (Pfalz), le cours d'eau franchit la frontière et entre en France pour y porter le nom de Sauer. Traversant d'abord le parc naturel régional des Vosges du Nord, la Sauer arrose les communes de Lembach et de Wœrth puis s'enfonce dans la forêt de Haguenau sur une vingtaine de kilomètres. Près de Forstfeld, elle reçoit l'Eberbach par sa rive droite, passe sous l'autoroute A35 puis, se dirigeant vers le nord-est, traverse Kesseldorf et Beinheim, reçoit le Seltzbach sur sa rive gauche, rejoint un ancien bras mort du Rhin et se jette dans le fleuve près de Munchhausen.

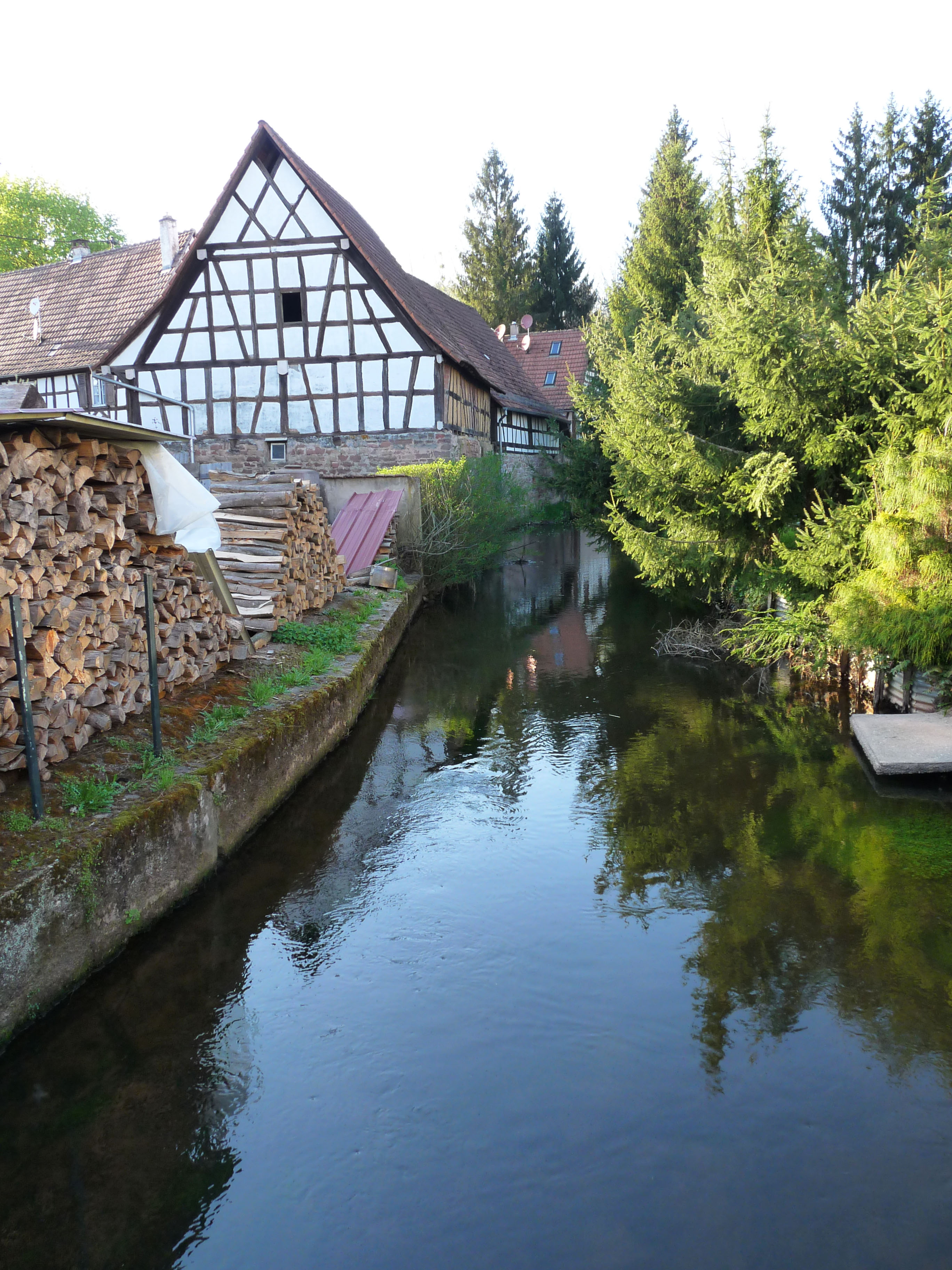
Lembach.
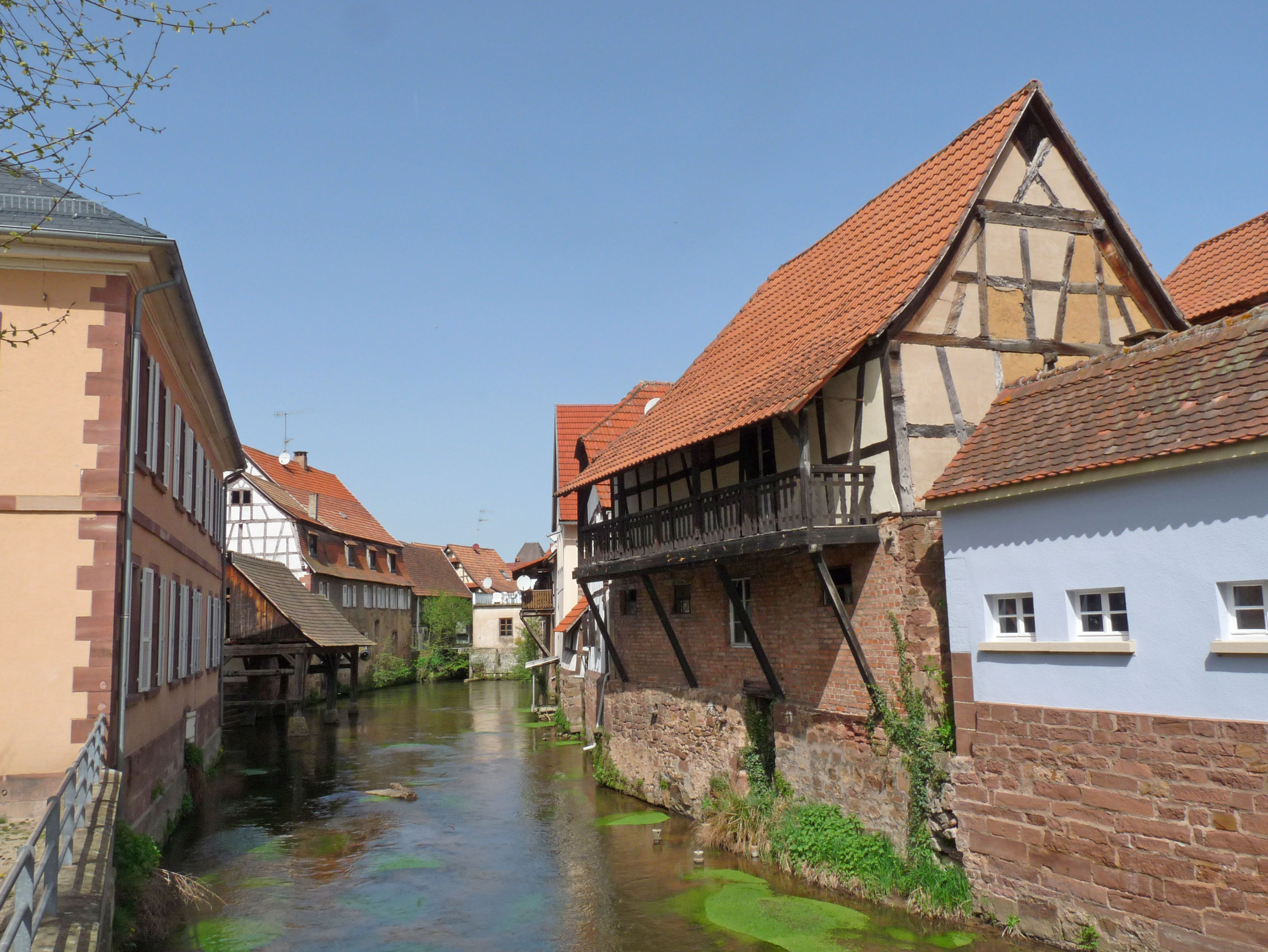
Wœrth.
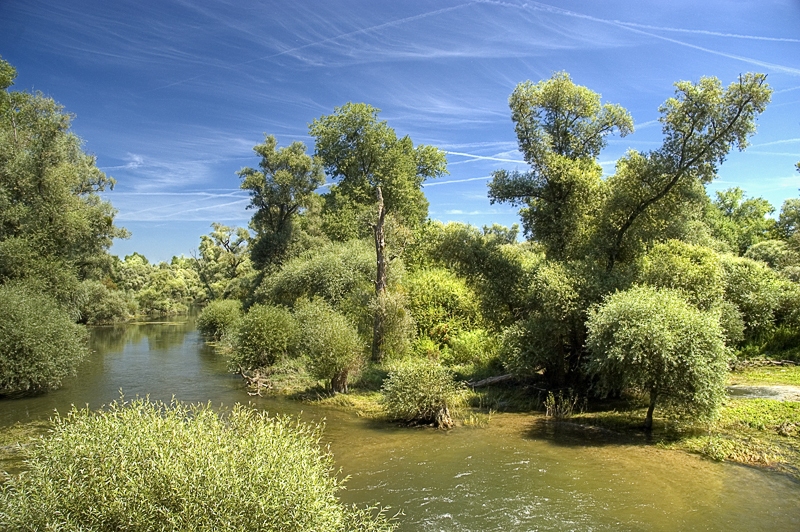
Près de Munchhausen.
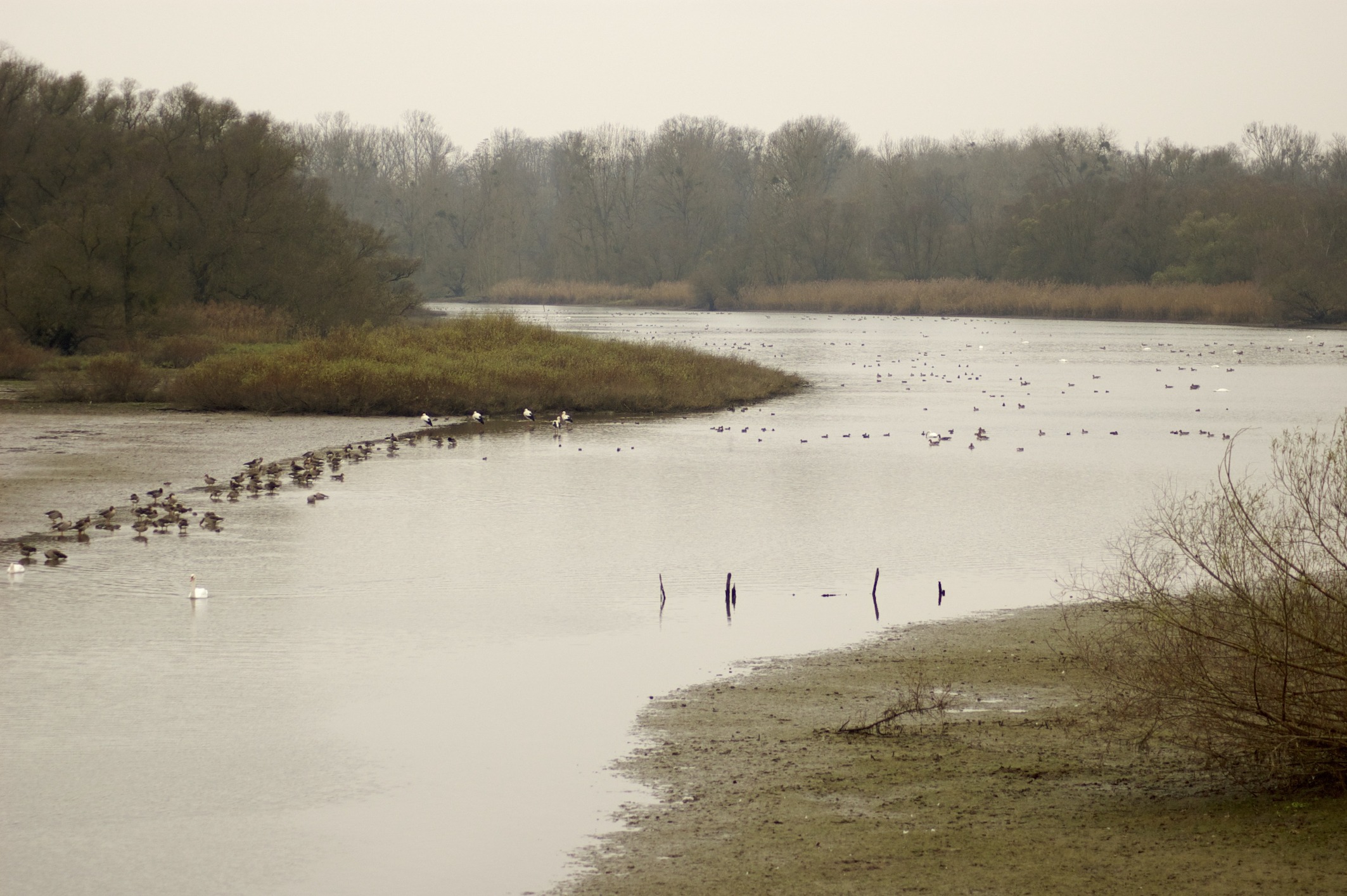
Réserve naturelle nationale du delta de la Sauer

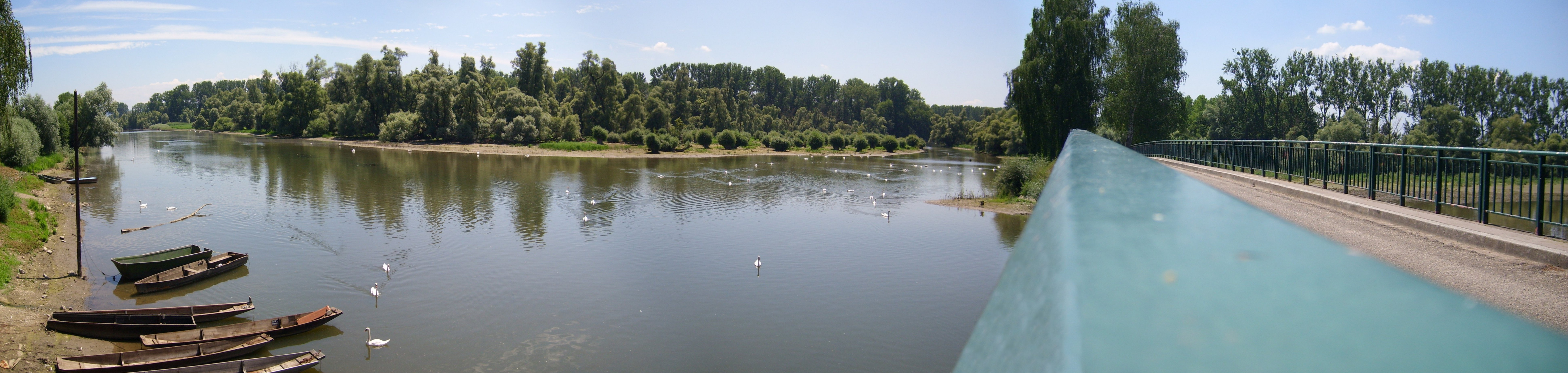
Panorama de la Sauer avec vue en direction du barrage à clapet du Rhin (à gauche). Le pont sur la droite permet l'accès à la réserve naturelle nationale du delta de la Sauer.